# Irsko na Letních olympijských hrách 2008
Irsko se účastnilo Letní olympiády 2008. Zastupovalo ho 54 sportovců ve 12 sportech.

## Medailisté
| Medaile | Jméno             | Sport | Soutěž                                    |
| ------- | ----------------- | ----- | ----------------------------------------- |
| Stříbro | Kenny Egan        | Box   | muži váha polotěžká - do 81 kg            |
| Bronz   | Paddy Barnes      | Box   | muži váha lehká muší - nad 46 kg do 49 kg |
| Bronz   | Darren Sutherland | Box   | muži váha střední - do 75 kg              |